# Canterbury
Canterbury je zgodovinsko angleško stolno mesto, ki leži v središču okrožja City of Canterbury, lokalno okrožje vlade Kenta v Angliji. Leži ob reki Stour. Canterburyjska stolnica, opatija svetega Avguština in cerkev svetega Martina so na seznamu Unescove svetovne dediščine od leta 1988.
Canterburyjski nadškof je primas angleške oz. Anglikanske cerkve in svetovne anglikanske skupnosti zaradi pomembnosti svetega Avguština, ki je bil apostol v poganski Kraljevini Kent na prelomu 7. stoletja. Mestna stolnica je postala leta  1170 po razglasitvi mučeništva Tomaža Becketa pomembno središče romanja. Romanje k Becketovemu svetišču je bilo okvir za Canterburyjske povesti  Geoffreyja Chaucerja v 14. stoletju.
Mesto je bilo naseljeno od paleolitske dobe dalje in je bilo glavno mesto keltskih Kantov in Jutov Kraljevine Kent. Veliko zgodovinskih struktur je ohranjenih na območju,  tudi mestno obzidje, zgrajeno v rimskih časih in obnovljeno v 14. stoletju, ruševine opatije svetega Avguština, normanski grad in najstarejša šola na svetu, Kraljeva šola. V mestu je tudi precej študentov, ki hodijo na canterburyjsko univerzo Kristusove cerkve (Canterbury Christ Church University), univerzo za ustvarjalne umetnosti in ameriško univerzo (Girne American University Canterbury kampus). Canterbury ostaja majhno mesto v smislu geografske velikosti in števila prebivalcev v primerjavi z drugimi britanskimi mesti.

## Ime
Rimsko naselje Durovernum Cantiacorum (kentski Durovernum) je zasedalo mesto prejšnjega britskega mesta, katerega starodavno britsko ime je bilo *Durou̯ernon (trdnjava pri jelševem nasadu), čeprav naj bi ime včasih izviralo iz različnih britskih imen za Stour  (srednjeveška različica rimskega imena je Dorobernia ali Dorovernia). V porimski Britaniji je bilo znano v stari valižanščini kot Cair Ceint (kentska trdnjava),  ki so jo zasedali Juti, ime je postalo znano v stari angleščini kot Cantwareburh (kentska trdnjava),  in to se je razvilo v sedanje ime.

## Zgodovina

### Zgodnja zgodovina
Območje Canterburyja je bilo naseljeno že v prazgodovini. Našli so mlajše paleolitske sekire ter neolitske in bronastodobne lonce.  Canterbury je bil prvič omenjen kot glavno naselje keltskega plemena Kanti, ki je naseljevalo večino sodobnega Kenta. V 1. stoletju našega štetja so Rimljani zavzeli naselje in ga poimenovali Durovernum Cantiacorum. Rimljani so obnovili mesto v tlorisni mreži novih ulic z gledališčem, templjem, forumom in mestnim kopališčem. Čeprav v njem niso imeli pomembne vojaške posadke, je njegov položaj ob rimski cesti Watling Street (izvirno ime ni znano) z glavnimi kentskimi pristanišči v krajih Rutupiae (Richborough), Dubrae (Dover), in Lemanae (Lymne), mestu dalo velik strateški pomen. V poznem 3. stoletju so Rimljani za obrambo pred napadom barbarov po mestu gradili zemeljske nasipe in obzidje s sedmimi vrati, ki je obkrožalo območje 53 ha. 
Kljub temu da se šteje kot eno od 28 mest porimske Britanije, se zdi, da je bil leta 410, ko so Rimljani zapustili Veliko Britanijo, Durovernum Cantiacorum zapuščen, razen nekaj kmetov, in je postopoma propadel. V naslednjih 100 letih se je znotraj mestnega obzidja oblikovala anglosaška skupnost, ko so prispeli Juti in se morda stopili z domačini. Leta 597 je papež Gregor Veliki poslal Avguština, da bi spreobrnil kralja Ethelberta v krščanstvo. Po spreobrnitvi je Avguštin Canterbury izbral za središče svojega škofovskega sedeža v Kentu in zgradil samostan in stolnico. Avguštin  jes tem postal prvi canterburyjski nadškof. Nov pomen mesta je pripomogel k oživljanju trgovine, razvilo se je trgovanje z lončenino, tekstilom in usnjem. Od leta 630 so imeli zlate kovance, ki so jih kovali v canterburyjski kovnici. Hertfordska sinoda je leta 672 Canterburyju podelila oblast nad celotno angleško cerkvijo.
V letih 842 in 851 je Canterbury med napadi Dancev izgubil veliko prebivalcev. Leta 978 je nadškof Dunstan obnovil samostan, ki ga je zgradil Avguštin in ga poimenoval po njem. Drugi val danskih napadov se je začel leta 991, leta 1011 je zgorela stolnica, nadškof Alphege pa je bil ubit leta 1012. Spomin na uničenje, ki so ga povzročili Danci, je prebivalcem Canterburyja preprečil, da bi se uprli vdoru  Viljema Osvajalca leta 1066. Viljem je takoj odredil gradnjo lesenega gradu mota znotraj rimskega obzidja. V začetku 12. stoletja je bil grad zgrajen v kamnu.
Po umoru nadškofa Tomaža Becketa v stolnici leta 1170 je Canterbury postal eno najpomembnejših mest v Evropi, kamor so romarji iz vseh delov krščanskega sveta hodili na obisk v Becketovo svetišče. V 14. stoletju je Geoffrey Chaucer romanje uporabil za okvir svojih Canterburyjskih povesti. Canterburyjski grad je zavzel francoski princ Ludvik med svojim vdorom v Anglijo leta 1215, pred smrtjo kralja Ivana Brez dežele je nagovoril svoje angleške podpornike, naj ga zapustijo in podprejo mladega Henrika III.
Canterbury je povezan z več svetniki, ki so živeli v Canterburyju v tem obdobju:
- sveti Avguštin iz Canterburyja
- sveti Anzelm iz Canterburyja
- sveti Tomaž Becket
- sveti Melit
- sveti Teodor iz Tarza
- sveti Dunstan
- sveti Adrian iz Canterburyja
- sveti Alfege
- sveti Ethelbert iz Kenta

### 14.–17. stoletje
Črna smrt je prizadela Canterbury leta 1348.
Med stoletno vojno leta 1363 je raziskava ugotovila, da je rimsko obzidje v slabem stanju in počasi izginja. Med letoma 1378 in 1402 so ga obnovili in mu dodali nove stolpe.  V kmečkem uporu Wata Tylerja leta 1381 sta bila grad in nadškofova palača oplenjena, nadškofa Sudburyja pa so obglavili v Londonu. Sudburyja se vsako leto spomnijo na županski procesiji za božič na njegovem grobu v stolnici. Leta 1413 je bil Henrik IV. kot edini vladar pokopan v stolnici. Leta 1448 je bila Canterburyju izdana listina mesta, zato je dobilo župana in šerifa (najvišji upravni uradnik grofije), ki ju ima še danes. Leta 1504 je bil končan glavni stolp stolnice, Bell Harry Tower, in s tem se je končala 400-letna gradnja.
Z 10.000 prebivalci je bilo mesto 10. največje v Angliji. V začetku 16. stoletja se je število prebivalcev zmanjšalo za 3000. 
Ob razpustitvi samostanov so mestne samostane zaprli. Samostan svetega Avguština, 14. najbogatejši v Angliji, je prevzela krona skupaj s cerkvijo in križnim hodnikom. Preostali del samostana je bil v naslednjih 15 letih uničen, del pa spremenjen v palačo.  Svetišče Tomaža Becketa v stolnici je bilo porušeno in vse zlato, srebro in dragulji odneseni v Tower v London, Becketove podobe, ime in prazniki so bili izbrisani po vsem kraljestvu, kar je končalo romanja.
Do 17. stoletja je Canterbury štel 5000 prebivalcev, od tega 2000 francosko govorečih protestantskih hugenotov, ki so pribežali pred preganjanjem in špansko-nizozemsko vojno v sredini 16. stoletja. Hugenoti so v mesto uvedli tkanje svile, ki je leta 1676 preseglo tkanje volne. 
Leta 1620 se je Robert Cushman na ulici Palace 59 dogovoril za najem ladje Mayflower za prevoz romarjev v Ameriko.
Med angleško državljansko vojno so leta 1647 izbruhnili nemiri, ko je puritanski župan Canterburyja prepovedal cerkvene službe na božični dan. Sojenje upornikom naslednje leto v Kentu je povzročilo upor proti silam parlamentarcev, kar je povzročilo začetek drugega dela vojne. Vendar se je Canterbury mirno predal poslancem po zmagi v bitki pri Maidstonu. 

### 18. stoletje do danes
Prvi mestni časopis Kentish Post je bil ustanovljen leta 1717. Leta 1768 se je združil z novoustanovljenim Kentish Gazette.
Do leta 1770, ko je grad začel propadati, so bili mnogi njegovi deli v poznem 18. stoletju in v začetku 19. stoletja porušeni. Leta 1787 so vsa vrata v mestnem obzidju razen mestnega zapora (Westgate) porušili zaradi odločitve, da ovirajo nove potovalne kočije. Canterburyjski zapor je bil odprt leta 1808 takoj za mestno mejo. Do leta 1820 je mestno industrijo svile uničil uvožen indijski muslin. Trgovanje je bilo nato v glavnem omejeno na hmelj in pšenico. Canterburyjska in whitstabelska železnica je bila prva potniška proga na svetu, odprta leta 1830. Bankrotirala je leta 1844, ko jo je leta 1846 kupila severnovzhodna železniška družba (South Eastern Railway), ki je povezovala mesto s svojim večjim omrežjem. V London, Chatham in Dover je prispela leta 1860. Konkurenca in zniževanje stroškov med progami sta bila rešena tako, da so se združevale. Leta 1848 je bil samostan svetega Avguština prenovljen in uporabljen kot misijonarski kolidž za predstavnike anglikanske cerkve v britanskih kolonijah. Med letoma 1830 in 1900 je prebivalstvo v mestu naraslo s 15.000 na 24.000.
Med prvo svetovno vojno so bile po mestu ustanovljene številne vojašnice in prostovoljne bolnišnice. Leta 1917 se je blizu ceste Broad Oak zrušil nemški bombnik. Med drugo svetovno vojno je na mesto padlo 10.445 bomb v 135 posamičnih napadih in so uničile 731 hiš in 296 drugih zgradb, tudi misijonski kolegij in dekliško gimnazijo Simona Langtona, ubitih je bilo 115 ljudi. Najbolj uničujoč napad je bil 1. junija 1942 med hitrimi vojnimi napadi (Baedeker Blitz).
Pred koncem vojne je arhitekt Charles Holden pripravil načrte za ponovni razvoj mestnega središča, a so mu domačini nasprotovali. Središče mesta so začeli obnavljati 10 let po vojni. Cestni obroč je bil zgrajen zunaj mestnega obzidja, središče mesta pa je bilo prepuščeno pešcem. Najbolj se je mesto razširilo v 1960-ih s prihodom univerze in kolidža Kristusove cerkve.
Leta 1980 sta mesto obiskala papež Janez Pavel II. in na začetku letnega festivala kraljica Elizabeta II. Canterbury je leta 1997 dobil svojo radijsko postajo. Med letoma 1999 in 2005 je veliko prenovo doživel  nakupovalni center Whitefriars. Leta 2000 se je ob prenovi uresničeval pomemben arheološki projekt, ki ga je vodil canterburyjski arheološki sklad, znan kot Big Dig,  ki ga je podpiral kanal 4 britanske televizijeTime Team. 
Canterbury je oktobra 1931 obiskal tudi Mahatma Gandhi; srečal se je z Hewlettom Johnsonom in canteburyjskim dekanom.

## Geografija
Canterbury leži na 51°16′30″N 1°05′13″E / 51.27500°N 1.08694°E v vzhodnem Kentu, približno 89 km vzhodno–jugovzhodno od Londona. Obalna mesta Herne Bay in Whitstable sta 10 km severno, Faversham je 13 km severozahodno. Bližinje vasi so Rough Common, Sturry in Tyler Hill. Civilna župnija Thanington Without je na jugozahodu, preostali del mesta nima župnije. Harbledown, Wincheap in Hales so predmestja.
Mesto leži ob reki Stour ali Great Stour, ki teče od izvira v Lenhamu severovzhodno skozi Ashford do Rokavskega preliva pri Sandwichu. Reka se razdeli jugovzhodno od mesta, en krak teče skozi mesto, drug okoli nekdanjega obzidja. Oba kraka se večkrat združita in razdružita, ko se končno kot ena reka ovije okoli mesta Fordwich na robu močvirja severovzhodno od mesta. Stour je plovna na odseku plimovanja do Fordwicha, nad to točko pa jo uporabljajo kanuji in druga majhna plovila. Geologijo sestavlja v glavnem glina, ki prekriva kredo. Terciarni pesek, ki prekriva londonsko glino, oblikuje hrib svetega Tomaža in svetega Štefana približno kilometer severozahodno od središča mesta. 

### Podnebje
Canterbury ima oceansko podnebje (Köppnova podnebna klasifikacija Cfb), podobno kot skoraj celotno Združeno kraljestvo. Canterbury ima blage temperature med 1,8 °C in 22,8 °C  vse leto. Ima razmeroma malo padavin.

## Gospodarstvo
Okrožje Canterbury ima približno 4761 podjetij, 60.000 polno zaposlenih ali za krajši delovni čas, leta 2001 je bilo vredno 1,3 milijarde £.  Zaradi tega je okrožje drugo največje gospodarstvo v Kentu. Turizem prispeva 258 mio £ h gospodarstvu Canterburyja in je bil več let temelj lokalnega gospodarstva. Canterburyjsko stolnico obišče več kot milijon obiskovalcev letno. Canterbury ima visok BDP na prebivalca, je višji od povprečja Kenta z 42.500 $ in znaša 51.900 $ , je eno najbogatejših mest na jugovzhodu.

## Znamenitosti
Canterburyjska stolnica je mati anglikanske cerkvene skupnosti in sedež canterburyjskega nadškofa. Avguštin jo je ustanovil leta 597 in je na seznamu Unescove svetovne dediščine skupaj s cerkvijo svetega Martina in ruševinami opatije svetega Avguština. Z milijonom obiskovalcev letno je eno najbolj obiskanih krajev v državi. Obredi potekajo v stolnici trikrat ali večkrat na dan.
V rimskem muzeju je predstavljen mozaični tlak in situ iz leta okoli 300. Ohranjene strukture iz rimskih časov so vrata v mestnem obzidju (Queningate) in del rimskega grobišča (Dane John Mound). Vrtovi so bili urejeni poleg gomile v 18. stoletju. Mlin na veter je bil postavljen med letoma 1731 in 1839.
Ruševine normanskega canterburyjskega gradu in samostan svetega Avguština sta odprta za javnost. Srednjeveška cerkev svete Margarete je prizorišče Canterburyjskih zgodb  Geoffreyja Chaucerja. V njej lutke v naravni velikosti pripovedujejo zgodbe iz knjige. Westgate je zdaj muzej zgodovine zapora. Srednjeveška cerkev svetega Alfega je bila ukinjena leta 1982, v njej je urbanistični center (Canterbury Urban Studies Center), preimenovan v Canterburyjski okoljski center; stavbo  uporablja Kraljeva šola. Stara sinagoga je zdaj glasbena šola, ena od le dveh novoegiptovskih sinagog, ki še vedno stoji. V središču mesta je veliko starih predalčnih lesenih hiš iz 16. in 17. stoletja, vendar pa veliko manj, kot jih je bilo pred drugo svetovno vojno, saj so bile mnoge med napadi poškodovane. Še vedno stoji stara tkalska hiša (Old Weaver House), ki so jo uporabljali hugenoti.  Martinov mlin je edini ohranjen mlin od šestih znanih v Canterburyju. Zgrajen je bil leta 1817 in je delal do leta 1890; zdaj je spremenjen v hišo. Cerkev svetega Tomaža je edina katoliška cerkev v mestu, v njej so relikvije Tomaža Becketa.

## Pomembni meščani
Ljudje, rojeni v Canterbury, so: detektiva Edmund Reid, Christopher Marlowe, igralec Orlando Bloom. Pisatelj William Somerset Maugham in režiser Michael Powell sta bila med nekdanjimi učenci Kraljeve šole. Nelson Wellesley Fogarty (1871–1933) je bil prvi škof v Damaralandu (Namibija) od leta 1924 do 1933.
Pomembnejši diplomanti kentske univerze so komedijant Alan Davies, pevka Ellie Goulding, časopisni urednik Rosie Boycott, igralec Tom Wilkinson, z bookerjem nagrajeni pisatelj Kazuo Ishiguro in igralec Chris Simmons. Novembra 2012 je bil Rowan Williams za svoje delo kot canterburyjski nadškof med letoma 2003 in 2012 razglašen za častnega meščana (Freedom of the City). 
Grob pisatelja  Josepha Conrada na canterburyjskem pokopališču pri Clifton Gardensu 32 je spomenik II. razreda. 

## Pobratena mesta
- Reims, France[13]
- Esztergom, Madžarska

Protocol D'accord
- Saint-Omer, Francija, od 1995
- Wimereux, Francija, od 1995
- Certaldo]], Italy, since 1997
- Vladimir, Rusija, od 1997
- Mölndal, Švedska, od 1997
- Tournai, Belgija, od 1999